# 미즈시마 타카히로
미즈시마 타카히로(水島大宙, 1976년 6월 14일 ~ )는 일본의 성우이다. 악셀원 소속. 가나가와현 출신. 애칭은 다이츄(だいちゅう).

## 출연작

### TV 애니메이션
2003년
- 스크랩드 프린세스 크리스토퍼 아마라이트(크리스)
- 우주의 스텔비아(오토야마 코타)

2004년
- 이 아름답고 추한 세계(타케모토 타케루)

2006년
- 여고생 GIRL'S HIGH(시모타카타니 타케노리)
- 바텐더(사사쿠라 류)

2007년
- 로미오x줄리엣(로미오)
- 세토의 신부(미치시오 나가스미)
- 키미키스 pure rouge(아이하라 카즈키)
- 안녕, 절망선생 (쿠도 준, 타카시 등)

2008년
- 우리집의 여우신령님 (타카가미 노보루)
- 속 안녕, 절망선생 (쿠도 준, 타카시, 하가 등)
- 코드기어스 반역의 를르슈 R2 (로로 람페르지)
- 아리아 디 오리지네이션(앙리)

2009
- 참 안녕, 절망선생 (쿠도 준, 타카시, 하가 등)
- 이나즈마 일레븐 (그란/키야마 히로토)

2010
- Angel Beats! (타카마츠)

2011
- 벨제부브(후루이치 타카유키)

2012
- 사랑과 선거와 초콜릿(타츠미 모헤이지)
- 하트 커넥트(야에가시 타이치)

2013
- 다마고치! 미라클 프렌즈(스마트치)

2014
- 미남고교 지구방위부 love!-(세쌍둥이)

2015
- Charlotte-(타카조 조지로)

2020
- 지박소년 하나코 군-(휴가 나츠히코)

### 극장판 애니메이션
2017년
- 아오 오니(소치로 무라카미)

### OVA
2004년
- 넷토란자 THE MOVIE (히로유키)

### 웹 애니메이션
2009년
- 헤타리아 Axis Powers (핀란드)

### 게임
2004년
- 베르세르크 천년제국의 매편 성마전기의 장 (세르피코)

2005년
- DUEL SAVIOR DESTINY (셀비움 볼트)

2006년
- 록맨 젝스 (모델X)
- 진해마경 (쿠몬 카즈키)

2007년
- 프린세스 메이커5 (왕자 아스파르)
- 록맨 젝스 어드벤트 (모델X)
- 소년음양사 날개여, 하늘로 돌아가라 (에츠에이)

2008년
- 스타오션2 Second Evolution (노엘 챈드러)

2010년
- WHITE ALBUM 2~introductory chapter~ (키타하라 하루키)
- 테일즈 오브 그레이세스 (휴버트 오즈웰)

2011년
- 테일즈 오브 그레이세스f (휴버트 오즈웰)